# Supercoppa serba (pallavolo maschile)
La Supercoppa serba è una competizione pallavolistica per squadre di club serbe maschili, organizzata con cadenza annuale dalla OSS.

## Edizioni
| Edizione      | Edizione          | Podio        | Podio     | Podio               |
| Anno          | Sede della finale | Campione     | Risultato | Finalista           |
| ------------- | ----------------- | ------------ | --------- | ------------------- |
| 2011 Dettagli | Belgrado          | Stella Rossa | 3 - 2     | Partizan            |
| 2012 Dettagli | Belgrado          | Stella Rossa | 3 - 0     | Vojvodina           |
| 2013 Dettagli | Belgrado          | Stella Rossa | 3 - 2     | Radnički Kragujevac |
| 2014 Dettagli | Kraljevo          | Stella Rossa | 3 - 0     | Ribnica             |
| 2015 Dettagli | Novi Sad          | Vojvodina    | 3 - 1     | Stella Rossa        |
| 2016 Dettagli | Požarevac         | Stella Rossa | 3 - 2     | Mladi Radnik        |
| 2017 Dettagli | Novi Pazar        | Novi Pazar   | 3 - 1     | Vojvodina           |
| 2018 Dettagli | Novi Pazar        | Novi Pazar   | 3 - 1     | Vojvodina           |
| 2019 Dettagli | Novi Sad          | Vojvodina    | 3 - 1     | Stella Rossa        |
| 2020 Dettagli | Novi Sad          | Vojvodina    | 3 - 1     | Partizan            |
| 2021 Dettagli | Kraljevo          | Vojvodina    | 3 - 1     | Ribnica             |
| 2022 Dettagli | Novi Sad          | Partizan     | 3 - 1     | Vojvodina           |
| 2023 Dettagli | Kruševac          | Vojvodina    | 3 - 1     | Partizan            |
| 2024 Dettagli | Smederevo         | Stella Rossa | 3 - 2     | Vojvodina           |

## Palmarès
| Squadra      | Titolo | Edizione                           |
| ------------ | ------ | ---------------------------------- |
| Stella Rossa | 6      | 2011, 2012, 2013, 2014, 2016, 2024 |
| Vojvodina    | 5      | 2015, 2019, 2020, 2021, 2023       |
| Novi Pazar   | 2      | 2017, 2018                         |
| Partizan     | 1      | 2022                               |